# PET100
PET100 (англ. PET100 homolog) – білок, який кодується однойменним геном, розташованим у людей на короткому плечі 19-ї хромосоми. Довжина поліпептидного ланцюга білка становить 73 амінокислот, а молекулярна маса — 9 114.
| 10         |  | 20         |  | 30         |  | 40         |  | 50         |
| ---------- |  | ---------- |  | ---------- |  | ---------- |  | ---------- |
| MGVKLEIFRM |  | IIYLTFPVAM |  | FWVSNQAEWF |  | EDDVIQRKRE |  | LWPPEKLQEI |
| EEFKERLRKR |  | REEKLLRDAQ |  | QNS        |  |            |  |            |

A: Аланін

D: Аспарагінова кислота

E: Глутамінова кислота

F: Фенілаланін

G: Гліцин

I: Ізолейцин

K: Лізин

L: Лейцин

M: Метіонін

N: Аспарагін

P: Пролін

Q: Глутамін

R: Аргінін

S: Серин

T: Треонін

V: Валін

W: Триптофан

Локалізований у мембрані, мітохондрії.